# ヌアイエ＝モーペルテュイ
ヌアイエ＝モーペルテュイ （Nouaillé-Maupertuis）は、フランス、ヌーヴェル＝アキテーヌ地域圏、ヴィエンヌ県のコミューン。

## 地理
ヌアイエ＝モーペルテュイは、ポワティエ近郊に位置しているにもかかわらず、いまだ農村コミューンである。ヌアイエは、ミオソン川沿いに建つ修道院建築物を領域内に抱えている。

## 由来
地名は、780年に記されたラテン語形のNovaliacinseとして証明されている。-éが名詞の最後にくるのはフランス西部で常に見られる。 
最初の要素Noval(i)-は、おそらくラテン語で『新しく一掃された土地』を意味するnovalis（novaliaのニュートラルな複数形）を示す。ヌアイユ（NoailleやNoailles）といった地名と同様である。したがって、地名の全体的な意味は『新しく一掃された土地のある場所』となる。
ヌアイエ、ヌアイユといった地名の形はフランス北部に存在しないようだが、フランス南部では頻繁に見られる。

## 歴史
1356年9月19日に起きたポワティエの戦いにおいて、12,000人の兵を従えたジャン2世がエドワード黒太子率いるイングランド軍に打ち負かされた。ジャン2世と王子はイングランド軍の捕虜となり、大勢の領主たちが殺害された。この戦いの間に、のちにブルゴーニュ公となるフィリップ王子（フィリップ豪胆公）が有名な言葉を述べた。『父上、右を守ってください！左を守ってください！』。
イングランド軍はポワティエの町を攻撃することなく、ジャンセ、クエ、リュフェックへ退却した。毎年の中世祭りにおいて、ヌアイエ1356年協会がこの戦いを再現している。
この敗北の直接の結果となったブレティニー条約では、フランスはイングランド王兼アキテーヌ公に、ポワトゥー、サントンジュ、アングーモワ、リムーザン、ペリゴール、ケルシーおよびルエルグを割譲した。
ヌアイエはフランス革命の進展を歓迎した。町には革命の象徴である自由の木が植えられた。自由の木は、全ての祝祭や全ての革命的行事が行われる場所となった。

## 人口統計
| 1962年 | 1968年 | 1975年 | 1982年 | 1990年 | 1999年 | 2005年 | 2015年 |
| ------ | ------ | ------ | ------ | ------ | ------ | ------ | ------ |
| 740    | 796    | 1017   | 1433   | 2142   | 2404   | 2588   | 2745   |

参照元:1962年から1999年までは複数コミューンに住所登録をする者の重複分を除いたもの。それ以降は当該コミューンの人口統計によるもの。1999年までEHESS/Cassini、2006年以降INSEE。

## 史跡
- サン・ジュニアン大修道院 -ミオソン川谷の平らな底を占める。 ベネディクト会派。ロマネスク様式。

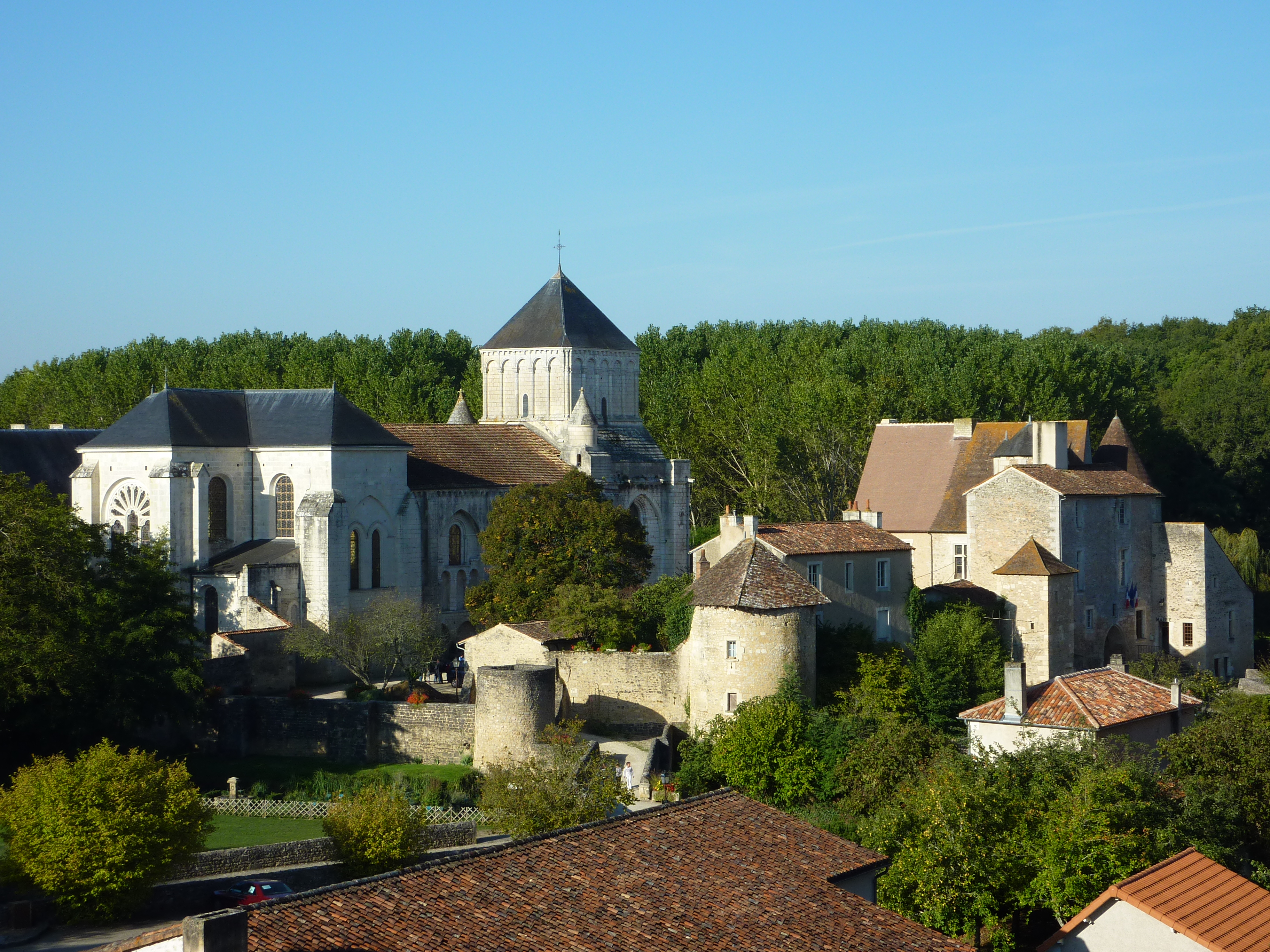
大修道院
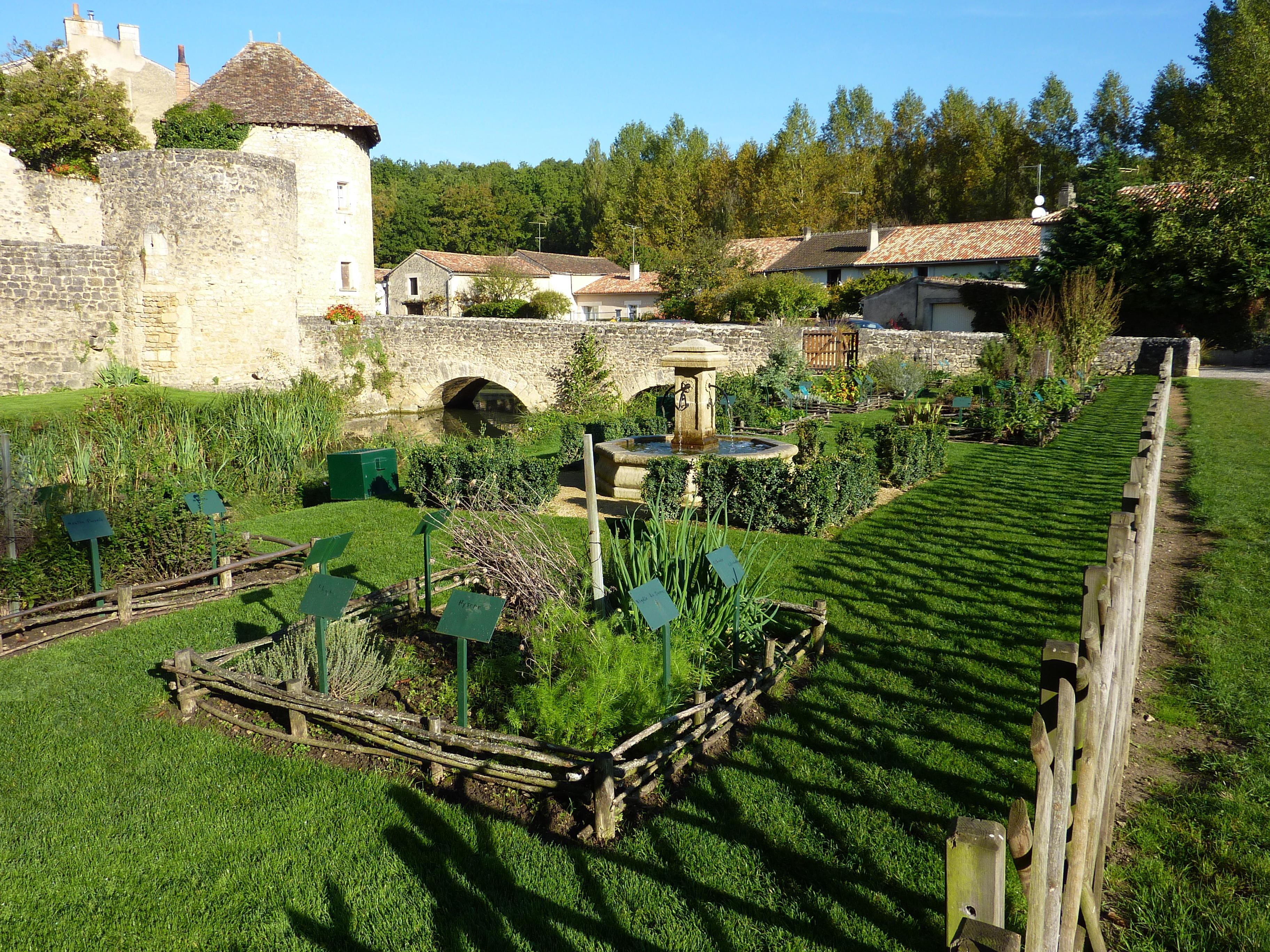
中世の庭
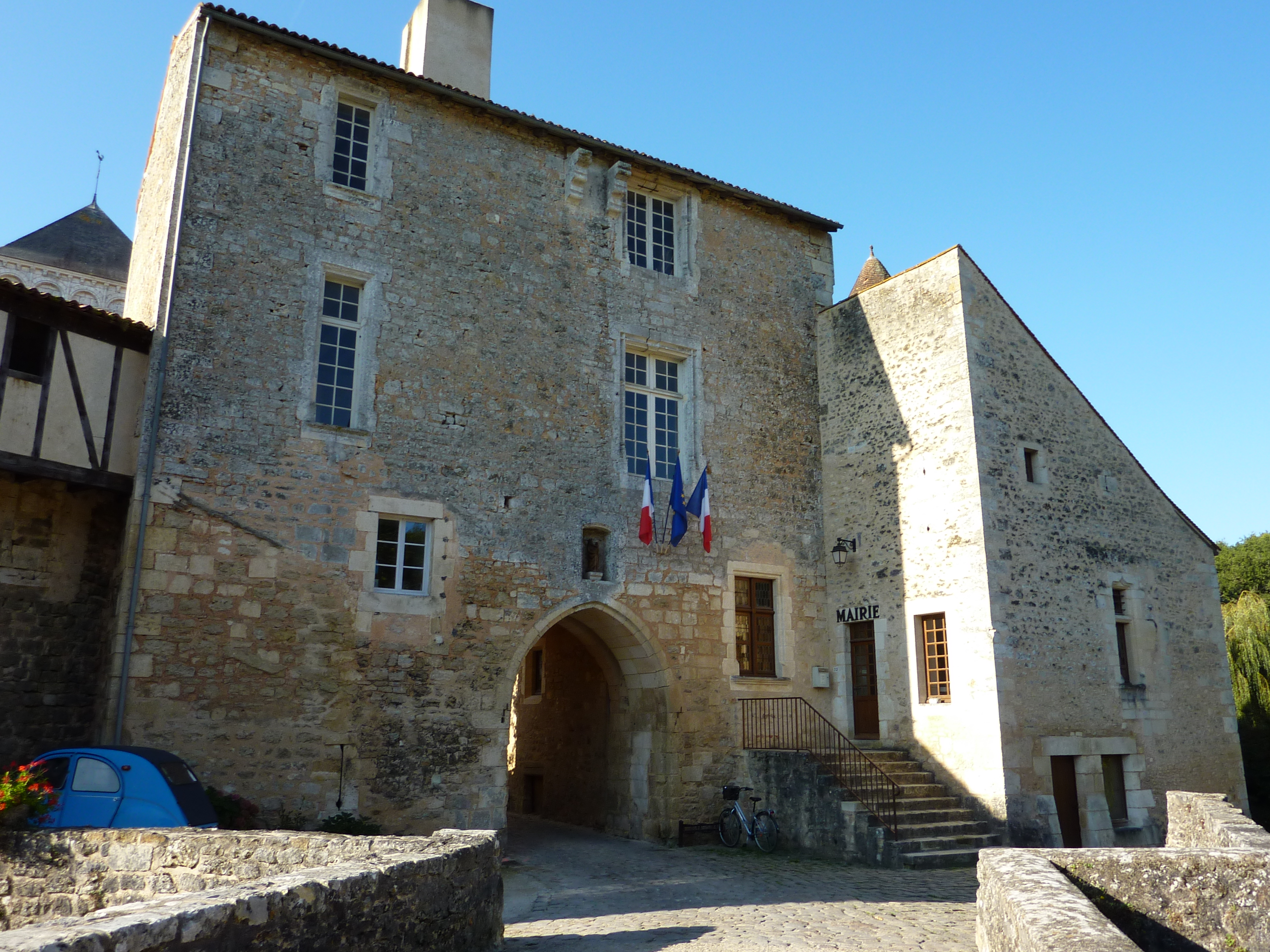
役場

## 姉妹都市
- ヴァハトベルク、ドイツ

## 参照
1. ↑  fr:Albert Dauzat et fr:Charles Rostaing, DNLEF, p. 488b
2. ↑  Albert Dauzat et Charles Rostaing, op. cit.
3. ↑  Marseille, Jacques (2002). Journal de la Bourgogne (フランス語). Larousse. p. 108.. Ces mots célèbres auraient été transmis par le chroniqueur fr:Giovanni Villani.
4. ↑  Robert Petit, Les Arbres de la liberté à Poitiers et dans la Vienne, Poitiers, Éditions CLEF 89/Fédération des œuvres laïques, 1989, p. 77-78 et 175
5. ↑  http://cassini.ehess.fr/cassini/fr/html/fiche.php?select_resultat=25243
6. ↑  https://www.insee.fr/fr/statistiques/3293086?geo=COM-86180
7. ↑  http://www.insee.fr